# Philippe de Mézières

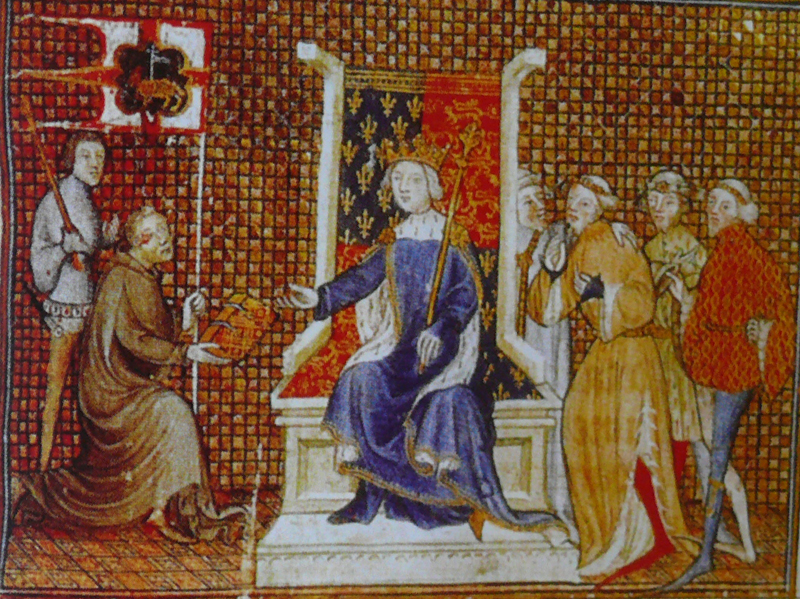
Philippe și Richard al II-lea

Philippe de Mézières (n. cca. 1327 d. 2 mai 1405) a fost un soldat, diplomat și scriitor francez. Cu scrierile sale influente, a fost printre ultimii propagandiști ai cruciadelor din Evul Mediu.